# 조 프랜시스

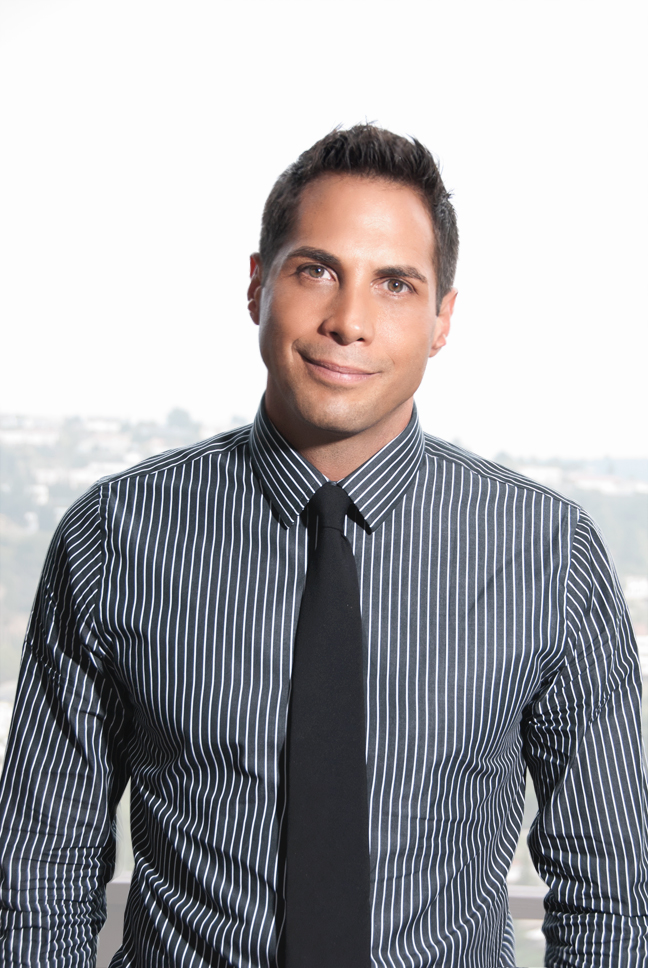
조 프랜시스

조 프랜시스(Joe Francis, 1973년 4월 1일 ~ )는 미국의 사업가 및 영화, 텔레비전 제작자이다. 성인물인 《걸즈 곤 와일드》 브랜드를 설립하였다.

## 생애 및 경력
프랜시스는 1973년 4월 1일 애틀랜타에서 태어났으며, 라구나비치에서 자라 러구나비치 고등학교를 다녔다. 대학교는 서던캘리포니아 대학교 경영학을 전공하여 1995년 졸업하였다. 프랜시스는 여러 매체 기업에서 일하기 시작하였으며, 1998년 제작된 《밴드 프롬 텔레비전》이 프랜시스의 첫 작품이다. 프랜시스는 주로 영화 산업을 다루는 수많은 기업의 설립자로, 설립뿐만 아니라 《밴드 프롬 텔레비전》, 《걸즈 곤 와일드》 등 직접 제작에도 참여하고 있다.